# Том Мартін (хокеїст, 1947)
Том Мартін (англ. Tom Martin, нар. 16 жовтня 1947, Торонто) — канадський хокеїст, що грав на позиції крайнього нападника.

## Життєпис
1964 року був обраний на аматорському драфті НХЛ під 5-м загальним номером командою «Торонто Мейпл-Ліфс». З 1965 року розпочав вистпати за «Торонто Марлборос» (вистпала в Хокейній асоціації Онтаріо), молодіжну команду «Кленових листів», разом з якою виграв Меморіальний кубок 1967 року.
Професіональну хокейну кар'єру розпочав 1968 року, зігравши у другій половині сезону 1967/68 років 3 поєдинки в Національній хокейній лізі за «Торонто Мейпл-Ліфс». Після цього протягом двох наступних сезонів грав за «Тулза Ойлерс» у Центральній Хокейній Лізі, з якими виграв Кубок Адамса.
У 1970 році перейшов до складу «Детройт Ред Вінгз», проте виступав за «Форт Ворз Вінгс» з Центральної Хокейної Ліги та «Вірджинія Вінгс» (у той час відома під назвою «Тайдвотер Вінгс») з Американської Хокейної Ліги. У 1972 році став одним із перших гравців, хто покинув НХЛ, щоб приєднатися до її новоствореного конкурента — Всесвітньої асоціації хокею; один сезон відіграв за «Оттава Нешнлз», після чого команда переїхала до Торонто, тому Мартін повернувся до міста, де розпочав займатися хокеєм, але разом із «Торонто Торос».
У 1975 році повинен був стати частиною угоди з обміном гравців та перейти до «Сан-Дієго Марінерс», проте Том вирішив продовжити кар'єру в Європі й переїхав до Швеції, де грав зіграв ще 4 сезони (у складі «Лулео», МОДО та «Вікінга»), перш ніж завершити кар'єру в 1979 році. Після повернення на батьківщину протягом двох років тренував «Маріборос», де розпочинав свій шлях у кар'єрі гравця.

## Досягнення

### Клубні
«Тулса»
- Кубок Адамса
  -  Володар (1): 1967/68

«Торонто Марлборос»
- Меморіальний кубок
  -  Володар (1): 1967